# Daemonosaurus chauliodus
Il demonosauro (Daemonosaurus chauliodus) è un genere di dinosauro saurischio carnivoro vissuto nel New Mexico durante il tardo Triassico. I fossili sono stati trovati in depositi della formazione Chinle.

## Etimologia
Il suo nome generico deriva dalle parole greche "daimonas" (δαίμων) che significa "demone" e "sauros" (σαύρα) che significa "lucertola". Il nome specifico, derivato dalla parola greca "chauliodus" (χαυλιόδους) che significa "denti di primo piano", che è in riferimento ai suoi denti anteriori che gli spuntano fuori dalla sua bocca. Venne chiamato così dai famosi pleontologi Hans-Dieter Sues, Sterling Nesbitt J., David S. Berman e Amy C. Henrici negli Atti rivista della Royal Society B nel 2011 e la sola specie che si conosce è D. chauliodus.

## Descrizione
Esso è conosciuto con un teschio completo, vertebre del collo, e frammenti di costole scoperte a Ghost Ranch. Ghost Ranch è famosa per l'abbondanza di fossili di vari dinosauri teropodi come il Celofiso. I fossili di questo carnivoro erano presenti nello stesso luogo dove venne rinvenuto il cranio del Daemonosauro, che è stato scoperto da un volontario presso il Museo di Stato della Pennsylvania. Nel 2011, Fred Bervoets ha osservato che "è possibile che ulteriori ossa del cranio si sono potute recuperare durante l'ulteriore preparazione del grande blocco C-4-81 in cui 76821 CM scoperto in associazione con resti scheletrici del C. bauri ".
Sulla base delle proporzioni di teropodi correlati, è stato stimato che il teropode era lungo circa 1,5 m (5 piedi). Altre stime suggeriscono che in realtà fosse lungo circa 2,2 metri (7 piedi) e pesava 22 chilogrammi (49 libbre) nella maggior parte. Il suo cranio si differisce notevolmente da quelli di tutti gli altri teropodi Triassico. Il muso è corto e composto da una grande premascella e denti seghettati nella mascella superiore. Il Daemonosauro è l'unico tra i teropodi del Triassico che ha un insolito muso corto, mentre quello di tutti gli altri teropodi primitivi era lungo. Come i coelophysoidea, il Daemonosauro ha un nodo tra le fauci superiori, tra la mascella e la premascella.

### Giovane
La grande proporzione orbitale degli occhi, il muso corto, e l'apparente mancanza di fusione tra le ossa della scatola cranica suggeriscono che il teropode fece capire che in realtà era una versione giovanile. Ma poi, d'altra parte, si è scoperto che, la chiusura (fusione) delle suture neurocentrali delle vertebre consiglierebbero che si trattava di un individuo adulto.